# بابی چارلتون
سر بابی چارلتون (انگلیسی: Sir Bobby Charlton؛ ۱۱ اکتبر ۱۹۳۷ –۲۱ اکتبر ۲۰۲۳) بازیکن فوتبال اهل انگلستان و هافبک منچستر یونایتد و تیم ملی فوتبال انگلستان در دهه‌های ۱۹۵۰ تا ۱۹۷۰ بود که در هر دو تیم رکورد بیشترین گل زده را داشت. بابی چارلتون برای منچستر یونایتد ۲۴۹ گل و برای تیم ملی انگلستان ۴۹ گل به ثمر رساند. رکورد وی در منچستر و در تیم ملی توسط وین رونی شکسته شد. از او به عنوان یکی از بهترین بازیکنان تاریخ فوتبال انگلستان و جهان یاد می‌شود.

## زندگی‌نامه
بابی چارلتون با نام کامل رابرت بابی چارلتون در ۱۱ اکتبر ۱۹۳۷ در اشینگتون انگلستان زاده شد. وی فوتبال را از باشگاه منچستر یونایتد آغاز کرد. او یکی از بازماندگان سانحه هوایی مونیخ در سال ۱۹۵۸ بود.
بابی چارلتون از معدود بازیکنان تاریخ فوتبال است که توانسته جام جهانی، لیگ قهرمانان و توپ طلا را به دست آورد. مثلث افسانه‌ای او در کنار دنیس لا و جرج بست هیچگاه از خاطر هواداران فوتبال پاک نمی‌شود. مثلثی که توانست لیگ‌قهرمان سال ۱۹۶۸ را با منچستریونایتد کسب کنند؛ هر سه آنها موفق به کسب توپ طلا شدند.
در نوامبر ۲۰۲۰ اعلام شد که بابی چارلتون به بیماری آلزایمر مبتلا شده است.

### درگذشت
در ۲۱ اکتبر ۲۰۲۳ خانواده چارلتون در بیانیه‌ای تأیید کردند که او درگذشته است. او و جف هرست آخرین بازیکن زنده انگلیسی در فینال جام جهانی ۱۹۶۶ بودند.